# Măcicașu
Măcicașu – wieś w Rumunii, w okręgu Kluż, w gminie Chinteni. W 2011 roku liczyła 245 mieszkańców.